# 男女同権 (小説)
「男女同権」（だんじょどうけん）は、太宰治の短編小説。

## 概要
| 初出     | 『改造』1946年12月号                       |
| 単行本   | 『ヴィヨンの妻』（筑摩書房、1947年8月5日） |
| 執筆時期 | 1946年10月上旬～10月末（推定）             |
| 原稿用紙 | 43枚                                       |

本作品は、アントン・チェーホフの戯曲「煙草の害について」を下敷きにしている。貴司山治に宛てた手紙の中で太宰はこう述べている。
「十月一ぱいには、何かチエホフの『煙草の害について』といふやうな、一幕物でも書いてお送りしようと思つてゐますが、或ひはまた、変るかもしれません」

## あらすじ
（本作品冒頭部分より）
これは十年ほど前から単身都落ちして、或る片田舎に定住している老詩人が、いわゆる日本ルネサンスのとき到って脚光を浴び、その地方の教育会の招聘を受け、男女同権と題して試みたところの不思議な講演の速記録である。